# Ichthydium bifasciale
Ichthydium bifasciale är en djurart som tillhör fylumet bukhårsdjur, och som beskrevs av Schwank 1990. Ichthydium bifasciale ingår i släktet Ichthydium och familjen Chaetonotidae. Inga underarter finns listade i Catalogue of Life.